# Eduard Study

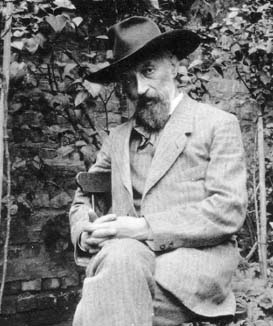
Eduard Study

Eduard Study (Coburg, 23 maart 1862 – 4 januari 1930) was een Duitse wiskundige die zich bezighield met werk op het gebied van de invariantentheorie van ternaire vormen (1889) en de studie van de boldriehoeksmeetkunde. Hij leverde bijdragen aan de ruimtemeetkunde, de hypercomplexe getallen en kritiek op de vroege fysische chemie.

## Carrière
Study begon zijn universitaire carrière in Jena, Straatsburg, Leipzig en München. Hij bestudeerde graag biologie en dan met name entomologie. In 1884 werd hem aan de Universiteit van München een doctoraat in de wiskunde toegekend. Paul Gordan, een expert in de invariantentheorie, werkte op dat moment in Leipzig en Study vestigde zich daar als privaatdocent. In 1888 verkaste hij naar de Universiteit van Marburg. In 1893 ondernam hij een lezingentour door de Verenigde Staten. Hij nam deel aan het primordiale Internationale Congres van Wiskundigen in Chicago, dat als onderdeel van de World's Columbian Exposition werd georganiseerd en nam deel aan het wiskundeonderwijs aan de Johns Hopkins University. Terug in Duitsland werd hij in 1894 tot bijzonder hoogleraar aan de Universiteit van Göttingen benoemd. Drie jaar later in 1897 werd hij 'gewoon' hoogleraar aan de Universiteit van Greifswald. In 1904 werd hem de leerstoel wiskunde aan de Universiteit van Bonn aangeboden, waar de positie van Rudolf Lipschitz vrij was gekomen. Hij bleef daaraan tot zijn emeritaat in 1927 verbonden.

## Euclidische ruimtegroep en biquaternionen
In 1891 publiceerde Study Of Motions and Translations, in two parts. Hierin behandelt hij de Euclidische ruimte met behulp van de ruimtegroep. In het tweede deel van zijn artikel construeert hij een zeven-dimensionale ruimte uit de 'duale biquaternionen', dat wil zeggen de getallen
{\displaystyle q=a+bi+cj+dk}
waar a, b, c, and d duale getallen zijn en {1, i, j, k} vermenigvuldigen als in de quaternionengroep. Hij gebruikt de onderstaande conventions:
{\displaystyle e_{0}=1,\ e_{1}=i,\ e_{2}=j,\ e_{3}=k},
{\displaystyle \varepsilon _{0}=\varepsilon ,\ \varepsilon _{1}=\varepsilon i,\ \varepsilon _{2}=\varepsilon j,\ \varepsilon _{3}=\varepsilon k}.
Deze tafel van vermenigvuldiging is te vinden op pagina 520 van volume 39 (1891) in de Mathematische Annalen onder de titel Von Bewegungen und Umlegungen, I. und II. Abhandlungen. Study citeert William Kingdon Clifford als een eerdere bron over deze biquaternionen. In 1901 publiceerde Study Geometrie der Dynamen om de aandacht te vestigen op de toepassingen van deze algebra. Als gevolg van zijn diepgaande en vroege studie van deze acht-dimensionale associatieve algebra, wordt ernaar verwezen als Study-biquaternionen. Studys prestaties worden algemeen erkend, bijvoorbeeld in A History of Algebra (1985) door Bartel van der Waerden, die ook Cliffords eerdere noot aanhaalt.
Aangezien de ruimtegroep belangrijk is in robotica, zijn de Study-biquaternions een technisch instrument, heden ten dage soms aangeduid als de duale quaternionen. Zo propageerde Joe Rooney het gebruik van deze algebra voor verschillende modellen van de mechanica.

## Externe bron
- (en)  Eduard Study op MacTutor